# Hannu Kiviaho
Hannu Tapani Kiviaho, född 1 juli 1963 i Kinnula, Finland, är en sverigefinsk musiker och skådespelare.
Kiviaho flyttade till Torshälla 1969, och växte upp i Eskilstuna.
Kiviaho debuterade som filmskådespelare 2002 då han spelade rollen som Rogge i Klassfesten. 2005 medverkade han i Komplett galen och 2006 i Förortsungar och Babas bilar. 2007 var han med i Underbar och älskad av alla och 2009 i Göta kanal 3 – Kanalkungens hemlighet. 2011 medverkade han i Lögner att älska, 2012 i dokumentären Ingen riktig finne och 2013 i Eskil och Trinidad.
Kiviaho är också gitarrist i rockabillybandet Fatboy.

## Filmografi
Musik
- 2005 – Komplett galen
- 2006 – Babas bilar
- 2009 – Bandyfarsan

Roller
- 2002 – Klassfesten – Rogge
- 2005 – Komplett galen – Fatboy
- 2006 – Babas bilar – Pasi
- 2006 – Förortsungar – Pekka
- 2007 – Underbar och älskad av alla – chauffören
- 2009 – Göta kanal 3 – Kanalkungens hemlighet – toalettgubben
- 2011 – Lögner att älska
- 2012 – Ingen riktig finne – sig själv
- 2013 – Eskil och Trinidad – vaktmästare
- 2017 – Torpederna (TV-serie)
- 2020 – We Got This (TV-serie)